# Coumba Dickel Diawara
Coumba Dickel Diawara (Dakar, 6 settembre 1959) è un'ex cestista senegalese.

## Carriera
Con il Senegal ha disputato i Campionati mondiali del 1979.